# 杨烈国
杨烈国（英語：Noel Philip YEO Liat Kok，1946年—），新加坡官员，历任科技研究局主席、经济发展局主席。

## 荣誉

### 新加坡勋章奖章
- 尼拉乌达玛勋章（一级）（英语：Darjah Utama Nila Utama）（2006年颁发[1]）

### 外国勋章奖章
- 旭日重光章（日本，2007年11月公布[2]）

### 奖项
- 日本经济新闻社：日经亚洲奖（日语：日経アジア賞）（2006年，科学技术类[3]）